# Krivulja preživetja
Krivulja preživetja je krivulja, ki ponazarja obseg preživetja populacije v določenem časovnem obdobju (npr.od rojstva do smrti). 
Sicer je sam izraz krivulja preživetja nekoliko zavajajoč, saj krivulje “preživetja“ lahko določijo čas do vsake dobro opredeljene končne točke, torej ni potrebno, da je dogodek smrt. Dogodek mora biti enkraten dogodek, ker se ponavljajoči dogodki naj ne bi analizirali s krivuljo preživetja.

### Sestava krivulje
Krivuljo preživetja po navadi predstavljata dve osi, X in Y, na kateri je določena točka (čas) 0. Čas nič ni nek točno določen koledarski datum, ampak je čas, ko osebek začne študijo. V številnih kliničnih študijah se »čas nič« razteza čez več koledarskih let. V času nič so po definiciji vsi osebki živi, zato Y = 100%. Če osebek umre, se odstotek preživelih zmanjša. Če je bila študija (in s tem os X) razširjena dovolj daleč, Y doseže 0.

### Metode oblikovanja krivulje preživetja
Obstajata dva nekoliko različna načina za oblikovanje krivulje preživetja. Pri aktuarski metodi je os x razdeljena v rednih časovnih presledkih, lahko mesecih ali letih, in preživetje se izračuna za vsak interval. Z metodo Kaplan-Meier se preživetje ponovno izračuna vsakič, ko osebek umre. Ta metoda je najprimernejša, razen če je število osebkov ogromno.
Krivulje preživetja pogosto srečamo v medicinski literaturi. Na nekem vzorcu izračunana krivulja preživetja pa je le ena od možnih krivulj, ki bi jih dobili, če bi lahko vzorčili večkrat. To dejstvo se v računalniških izpisih izraža s standardno napako preživetja, krivulje pa imajo včasih zapisane tudi meje zaupanja. Kot vedno, večji vzorci pomenijo ožje meje in obratno.

### Tipi krivulj
Ločimo tri tipe krivulj:
- konveksna : visoka stopnja preživetja do visoke starosti,verjetnost preživetja se zmanjšuje s staranjem osebkov (človek, veliki sesalci in tiste vrste pri katerih starši skrbijo za potomce)
- linearna : organizmi s konstantno stopnjo umrljivosti , verjetnost preživetja je enaka za vse osebke ne glede na starost (trdoživnjaki, ptice, glodalci in nekatere rastline)
- konkavna : izjemno visoka stopnja umrljivosti v mladosti (nevretenčarji, ribe, žuželke,nekatere rastline)

Potek krivulje se lahko spreminja zaradi spola, rasnih razlik, medvrstne kompeticije ali posegov človeka v okolje.